# Gustav Kaleve
Gustav Kaleve (* 25. Oktober 1884 in Rakringen, Lothringen; † 28. August 1976 in Oberalting, Bayern) war ein deutscher Flötist und Komponist.
Kaleve studierte Flöte in Hannover bei Josef Laubender und in München an der Königlichen Akademie der Tonkunst bei Rudolf Tillmetz, außerdem Kompositionslehre bei Viktor Gluth. Seine Laufbahn als Musiker begann er 1906 beim Münchner Hoforchester, wo er 1918 Stimmführer wurde. Von 1907 bis 1940 gehörte er der Musikalischen Akademie des Bayerischen Staatsorchesters an.
Ab 1921 war er Lehrer an der Akademie der Tonkunst in München, 1927 wurde er zum Professor ernannt.
Gustav Kaleve war ein entschiedener Vertreter des Spiels auf der konischen Ringklappenflöte. Sein Instrument befindet sich in der Flötensammlung Heinz Prager im Deutschen Museum.
Er bewohnte ab 1962 mit seiner Ehefrau Sabine die Villa Kraus in Walchstadt. Kaleve verstarb am 25. Oktober 1976 in Oberalting in der Gemeinde Seefeld (Oberbayern).